# Smijiwka (Beryslaw)
Smijiwka (ukrainisch Зміївка; deutsch früher Schlangendorf) ist ein Dorf in der südukrainischen Oblast Cherson am rechten Ufer des Flusses Dnepr, etwa 10 Kilometer östlich der Rajonshauptstadt Beryslaw gelegen. Der ukrainische Name leitet sich vom deutschen Ortsnamen ab (Змії/Smiji = „Schlange“).

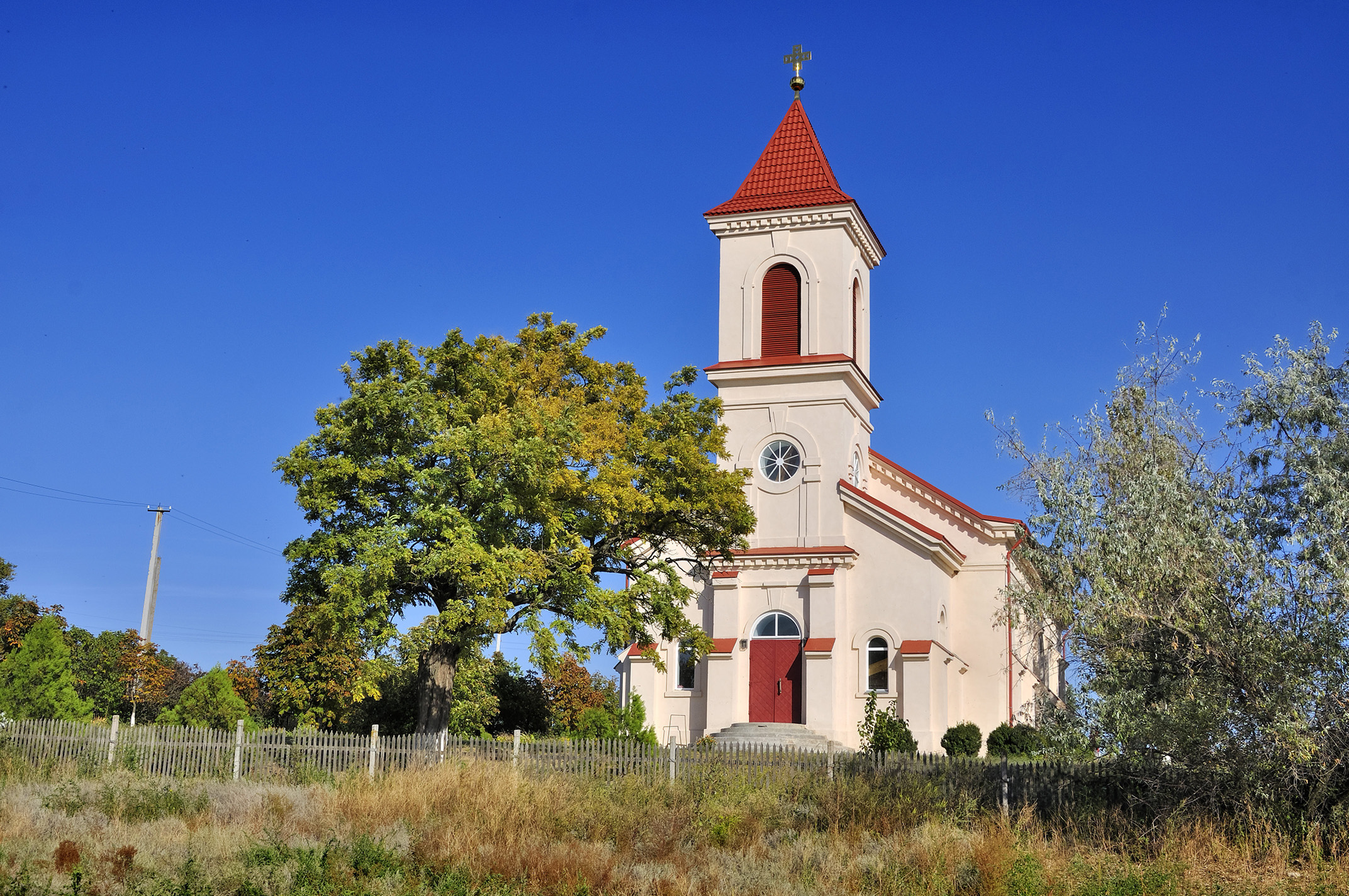
Kirche im Ort

## Geschichte
Das heutige Dorf stellt die Vereinigung der bis 1915 unabhängigen Dörfer Schlangendorf (Smijiwka), Mühlhausendorf (Mychajliwka), Klosterdorf (Kostyrka) und Altschwedendorf (Staroschwedske) dar. Diese wurden zwischen 1782 (Staroschwedske) und 1804 gegründet; die Bewohner waren deutschstämmig bis auf Gammalsvenskby (Altschwedendorf), dessen Bewohner aus Reigi und anderen küstenschwedischen Dörfern auf der Ostseeinsel Dagö stammten, die unter Katharina II. umgesiedelt worden waren.
1885 wurde die bis dahin bestehende Holzkirche durch einen Steinbau abgelöst, 1929 wurde die Kirche aber geschlossen.
1886 wird für die einzelnen Orte folgendes verzeichnet:
- Altschwedendorf: 515 Bewohner in 65 Häusern, evangelische Kirche und Schulgebäude
- Klosterdorf: 773 Bewohner in 52 Häusern, katholische Kirche, Schulgebäude und Geschäfte
- Mühlhausendorf: 489 Bewohner in 48 Häusern, evangelisches Bethaus und Geschäfte
- Schlangendorf: 474 Bewohner in 46 Häusern, evangelisches Bethaus und Schulgebäude

Teile der deutschsprachigen Bevölkerung wurden nach dem Ausbruch des Zweiten Weltkrieges 1941 nach Sibirien deportiert, die Orte selber am 26. August 1941 durch die deutsche Wehrmacht erobert. Beim Rückzug der Wehrmacht vor der Roten Armee 1943 wurde die deutsche und schwedische Bevölkerung evakuiert und kamen großenteils in Krotoschin im Warthegau unter. 1945 aber kamen sie auch hier unter die Besatzung der Roten Armee und ein Teil wurde in die Sowjetunion deportiert, um dort in Gulags zu arbeiten.
Die Kirche im Ort wurde 1951 in einen Kulturklub umgestaltet und diente später als Lager für landwirtschaftlichen Dünger.
Durch den Polnisch-Sowjetischen Gebietsaustausch wurden im stark entvölkerten Ort ehemalige Bewohner der an Polen abgetretenen Gebiete, vorwiegend Bojken angesiedelt; sie stellten bald 80 Prozent der Gesamtbevölkerung und machten das Dorf zu einem der größten in der Region.
Nach dem russischen Überfall auf die Ukraine am 24. Februar 2022 wurde die Stadt zwischen März und dem 11. November 2022 von russischen Truppen besetzt.
Heute existieren im Ort drei Kirchen: eine evangelische Peter-und-Paul-Kirche, eine ukrainisch-orthodoxe Michailskirche und eine griechisch-katholische Kirche.
Am 12. Juni 2020 wurde das Dorf ein Teil der Stadtgemeinde Beryslaw; bis dahin bildete es die Landratsgemeinde Smijiwka (Зміївська сільська рада/Smijiwska silska rada) im Süden des Rajons Beryslaw.